# Рахмија Каденић
Рахмија Каденић (Бања Лука, 2. јун 1920 — Београд, 2000) био је учесник Народноослободилачке борбе и генерал-пуковник ЈНА.

## Биографија
Рођен је 2. јуна 1920. године у Бања Луци. Од ране младости усвојио је идеје револуционарног покрета и врло млад постао члан Комунистичке партије Југославије (КПЈ), у коју је примљен 1939. године. У лето 1941. године ступио је у Народноослободилачку борбу. Најпре се налазио у Месном комитету КПЈ за Бања Луку, а потом на разним политичким дужностима у јединицама НОВЈ.
Након рата је остао у професионалној војној служби у Југословенској народној армији (ЈНА). Налазио се на разним дужностима, између осталог и команданта Сарајевске армијске области, начелника Центра високих војних школа ЈНА, као и члана Организације Савеза комуниста у ЈНА. Био је предавач на Академији и бавио се војном тематиком, те написао више књига и радова на ту тему.
Завршио је Вишу партијску школу „Ђуро Ђаковић“ у Београду, Вишу војну академију ЈНА и Ратну школу ЈНА. Био је члан Централног комитета СКЈ, у који је изабран на Једанаестом конгресу СКЈ. Пензионисан је у чину генерал-пуковника ЈНА, 1980. године.
Уочи сахране председника СФРЈ Јосипа Броза Тита, 5. маја 1980. године, налазио се у групи официра који су изнели Титов ковчег из погребног возила и положили на одар у централном холу Скупштине СФРЈ, након чега је прекривен југословенском заставом. Од 1982. године био је руководилац Меморијалног центара „Јосип Броз Тито“.
Након пензионисања, био је члан Савета СР Босне и Херцеговине.
У време распада СФРЈ, 1990-их година је био један од активних чланова Друштва за истину о антифашистичкој Народноослободилачкој борби у Југославији 1941—1945. и Међунационалног удружења Босанаца и Херцеговаца у Београду.
Преминуо је 2000. године у Београду.
Носилац је Партизанске споменице 1941. и других југословенских одликовања, међу којима су — Орден народне армије са ловоровим венцем, Орден за војне заслуге са великом звездом, Орден братства и јединства са сребрним венцем, Орден народне армије са златном звездом, Орден за храброст и др.